# Louise de Kérouaille

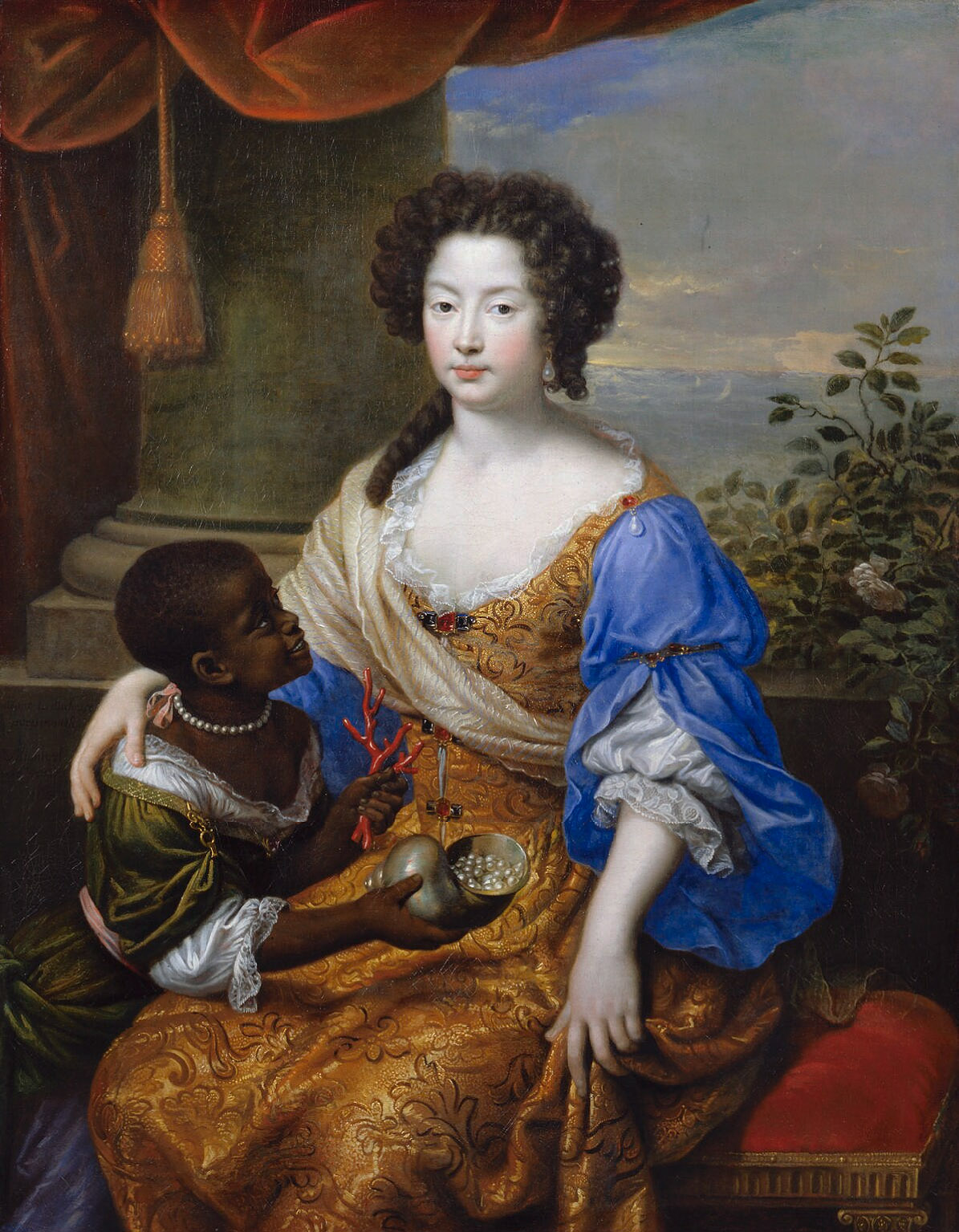
Louise de Kérouaille, Duchess of Portsmouth,
der königliche Mätresse werden von einem versklavten afrikanischen Kind Korallen und Perlen präsentiert, um ihren Reichtum und ihre gesellschaftliche Stellung zu unterstreichen. Gemälde von Pierre Mignard

Louise Renée de Penancoët de Kérouaille, Duchess of Portsmouth (* 1649; † 14. November 1734 in Paris), war eine der Mätressen Karls II. von England und Hofdame Henrietta Anne Stuarts, der Herzogin von Orléans.

## Leben
Louise war die einzige Tochter Wilhelms (Guillaume) de Penancourt und seiner Frau Marie de Plaeuc de Timeur. Der Name de Kérouaille war eine Abwandlung des bretonischen Adelstitels de Penhoet. Die Familie schrieb sich selbst de Kérouaille, in Frankreich waren jedoch auch die Schreibweisen Queroul, Keroual oder Kereol verbreitet. In England wurde der Familienname auch Querouailles, oder als Spottname auch Carwell oder Carewell geschrieben.
Louises genaues Geburtsdatum ist unbekannt. Sehr früh schon wurde sie als Hofdame in den Haushalt der Herzogin von Orléans, Henrietta Anne Stuart, die Lieblingsschwester Karls II., gegeben und bei Hofe eingeführt. Es wird vermutet, dass ihre Familie Louise in der Hoffnung, sie würde dem französischen König Ludwig XIV. auffallen und zur Mätresse aufsteigen, so früh bei Hofe einführte.
Louise begleitete Henrietta Anne Stuart, als diese 1670 ihren Bruder Karl II. in England besuchte. Schon kurz nach ihrer Rückkehr nach Frankreich starb Henrietta völlig überraschend. Ihr plötzlicher Tod gab Anlass zu Gerüchten, sie sei durch ihren Mann, den Herzog Philipp I. von Orléans vergiftet worden, da das Verhältnis der beiden aus verschiedenen Gründen nicht zu besten stand, ein Gerücht, das jedoch bis heute nicht bestätigt werden konnte. 
Lange hielt sich die Vermutung, Louise sei von Ludwig XIV. als Spionin an den englischen Hof geschickt worden. Vor allem die anti-französischen Protestanten in England warfen Karl II. wegen der Aufnahme von Louise Sympathien für den Katholizismus vor.
Durch den plötzlichen Tod ihrer Aufgabe und Arbeitgeberin beraubt, wandte sich George Villiers, 2. Duke of Buckingham, an Louise. Mit einer neuen Favoritin für den König plante er, seine Cousine Barbara Villiers – eine weitere berühmte Mätresse des Königs – zu entmachten. Er reiste nach Paris und überredete Louise zu einer Reise nach London, ließ sie dann aber einen Monat mittellos und ohne weitere Nachricht in Dieppe zurück. Erst nach einem Monat schickte er Louise ein Schiff und Geld, damit sie ihre Reise fortsetzen konnte. Diese Beleidigung verzieh sie Villiers nie, und ihre Beziehung kühlte nach ihrer Ankunft in London merklich ab. Karl II., angeblich schon beim ersten Besuch von Louise bezaubert, machte sie zur Hofdame seiner Frau Katharina von Braganza.
Louise wird von Biographen als eine Persönlichkeit mit starkem Willen und Intelligenz beschreiben. Beides soll sie unter Naivität und Hilflosigkeit versteckt haben, um als vermeintlich schwache Frau ihren Willen letztendlich doch durchzusetzen. Sie wurde ebenfalls als „kindliche Schönheit“ (so John Evelyn) beschrieben. Berühmt sind ihre vielen angeblich ernsthaften Erkrankungen und Selbstmorddrohungen, die sie immer dann ausstieß und verlauten ließ, wenn sie das Gefühl hatte, das Interesse des Königs zu verlieren oder durch hohe Spielschulden den Zorn des Königs auf sich zog. Nell Gwyn, eine weitere Mätresse von Karl II. nannte sie wegen ihrer berüchtigten Szenen auch Squintabella. Als Nell Gwyns Kutsche angegriffen wurde, weil man sie mit der Kutsche der im Volk nicht besonders beliebten Louise verwechselte, soll Nell aus der Kutsche gerufen haben: „Sie verwechseln mich, ich bin die protestantische Hure!“.

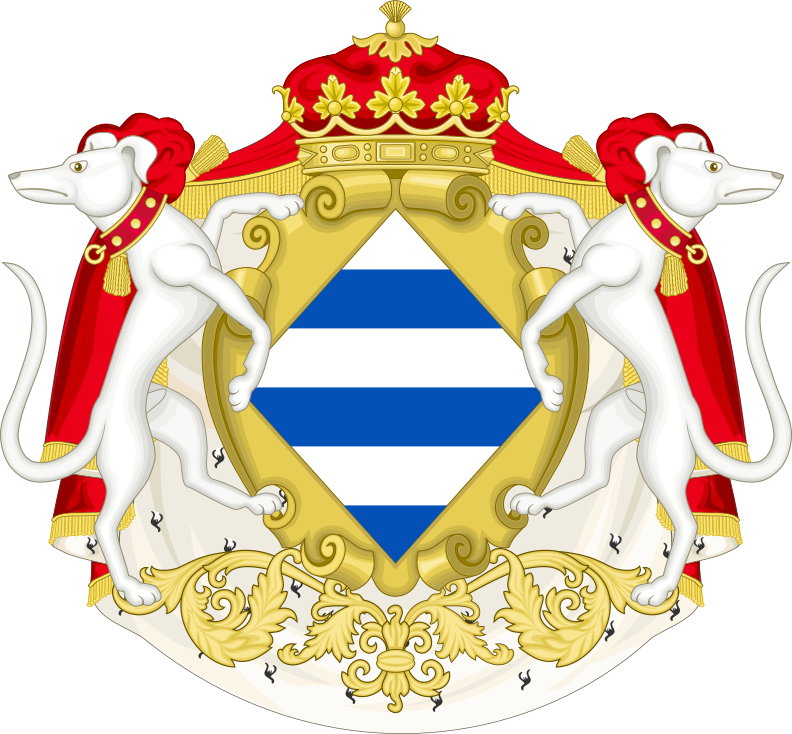
Wappen als Duchess of Portsmouth

Am 29. Mai 1672 brachte Louise ihren einzigen Sohn mit Karl II., Charles Lennox, zur Welt, der mit drei Jahren zum Duke of Richmond und später zum Duke of Lennox ernannt wurde. Am 19. August 1673 verlieh ihr der König auf Lebenszeit die Titel Baroness Petersfield, Countess of Fareham und Duchess of Portsmouth. Ihre Einkünfte stiegen in enorme Höhen. 1677 beliefen sich ihre Jahreseinkünfte auf 27.300 englische Pfund, nicht mitgerechnet die regelmäßigen Geschenke des französischen Hofs, die man in England sehr kritisierte und beargwöhnte.
Das Interesse des englischen Königs an ihr konnte sie, trotz ihrer Ausbrüche und Szenen, bis zu seinem Tode halten. 1677 erkrankte sie länger und ernsthaft und reiste für einen Besuch 1685 nach Frankreich. Sie sorgte dafür, dass Karl II., der kurz vor seinem Tod insgeheim zum Katholizismus konvertierte, nicht ohne Beichte und die letzte Ölung starb.
Kurz nach dem Tode Karls II. zog Louise nach Frankreich. Dort war ihr und ihrem Sohn auf Vermittlung Karls II. 1684 der französische Titel Duchesse bzw. Duc d'Aubigny verliehen worden. Ihre Einkünfte aus ihren englischen Besitztümern versiegten, entweder durch die Regierung von Karls Bruder Jakob II./VII., oder durch die Revolution von 1688. Genaueres ist nicht mehr feststellbar.
In ihren letzten Lebensjahren lebte sie hochverschuldet in Aubigny-sur-Nère. Der französische König Ludwig XIV. und später auch Philipp II. von Orléans unterstützten sie mit Geld, um sie vor ihren Gläubigern zu schützen. Sie starb am 14. November 1734 in Paris.

## Kinder
Mit Karl II.:
- Charles Lennox (1672–1723), wurde mit nur drei Jahren zum Duke of Richmond und wenig später zum Duke of Lennox erhoben.